# Lars Ingemann Nielsen
Lars Ingemann Nielsen (født 26. juli 1954) tidligere dansk hækkeløber. Han løb for Trongårdens IF i Kongens Lyngby og i 1980'erne for AK73. Dansk rekordholder på 400 meter hæk med 50,62 som han løb i Köln 1. september 1976 som var dansk rekord i 39 år og er den ældste rekord i en olympisk disciplin.
Ingemann Nielsen og elitegymnasten Mia Herskind er forældre til golf- og amerikansk fodboldspilleren Mads Ingemann Herskind som spillede golf i Iowa State University. Han er defensive back i Copenhagen Fusion og deltog på det danske flag football landshold ved i EM 2013, hvor holdet vandt guld.

## Mesterskaber

### Internationale mesterskaber
1978 EM 400 meter hæk 51,48

### Internationale ungdomsmesterskaber
1973 JEM 400 meter hæk nummer 14 54,11

## Personlige Rekorder
- 200 meter -21.7 1976
- 400 meter – 47,42 1976
- 400 meter hæk – 50,62 1976
- 800 meter – 1.49,6 1976
- 1500 meter -3.58,1 1975
- marathon -2.48.04 1974